# Strogino (Moskvas metro)
Strogino metrostation (russisk: Строгино́) er en station på Moskvas metro i Strogino rajon, Nordvestlige administrative okrug, Moskva på Arbatsko-Pokrovskajalinjen, mellem stationerne Mjakinino og Krylatskoje. Stationen åbnede den 7. januar 2008 som led i en stor udvidelse af Strogino-Mitino Strogino metrostation var midlertidigt endestation på linjen, indtil udvidelsen til Mitino blev åbnet den 26. december 2009.

## Byggeriet
Metrostationen var oprindeligt planlagt som en del af en radiallinje, byggeriet blev indledt i slutningen af 1980'erne, men efter store finansielle problemer gik arbejdet i stå mellem 1993 og 2005, og blev genoptaget i 2006.
Stationen var fra starten første etape af udvidelsen af metronettet mod nordvest, og fungerede midlertidigt som endestation. Linjen fortsætter siden december 2009 til Mitino, videre til Pjatnitskoje Sjosse og depotstationen Mitino.

## Indretningen
Stationen, der er tegnet af arkitekterne A. Orlov og A. Nekrasov, er en lav enkelt hvælving. Stationen er holdt hvide nuancer, ovenlyset kommer fra 16 trekantformede lyskassetter i loftet. Perronen er belagt med lysegrå granit og har bænke af træ med rustfrit stål markeringer.
Stationen har to indgange, begge placeret under Stroginskij boulevard. Begge indgange ender i gangtunneller, der fører til glas indgangpartier, som er placeret nær ved Tallinskaja gaden (den østlige) og Kulakova gaden (den vestlige).